# 炭酸ボンベ
炭酸ボンベ（たんさんボンベ）はサントリーフーズから発売されたガラナ飲料。2006年2月7日発売。500mlボトル缶入り、内容量は490ml。中身の色は、デザインと同じ赤。

## 商品概要
実際のボンベ類に似せた個性的なデザインが特徴的で、バーコード部分が破れた様になっている等、細部まで凝ったデザインとなっている。また、味もガラナの風味を中心とした独特の味。全体として、インパクトがあり、話題性を重視した製品といえる。なお、本商品は赤をボンベの色としているが、本来、赤は水素を内容物としたボンベの色で、炭酸（二酸化炭素）を内容物としたボンベの塗装色は緑である（高圧ガス保安法による）。
レギュラー商品として販売を終了した後もファミリーマート限定で2007年夏にマスカット&ライチ風味が、2008年夏にはマスカット&グレープフルーツ風味のものが限定販売された。これらの缶は銀色である。

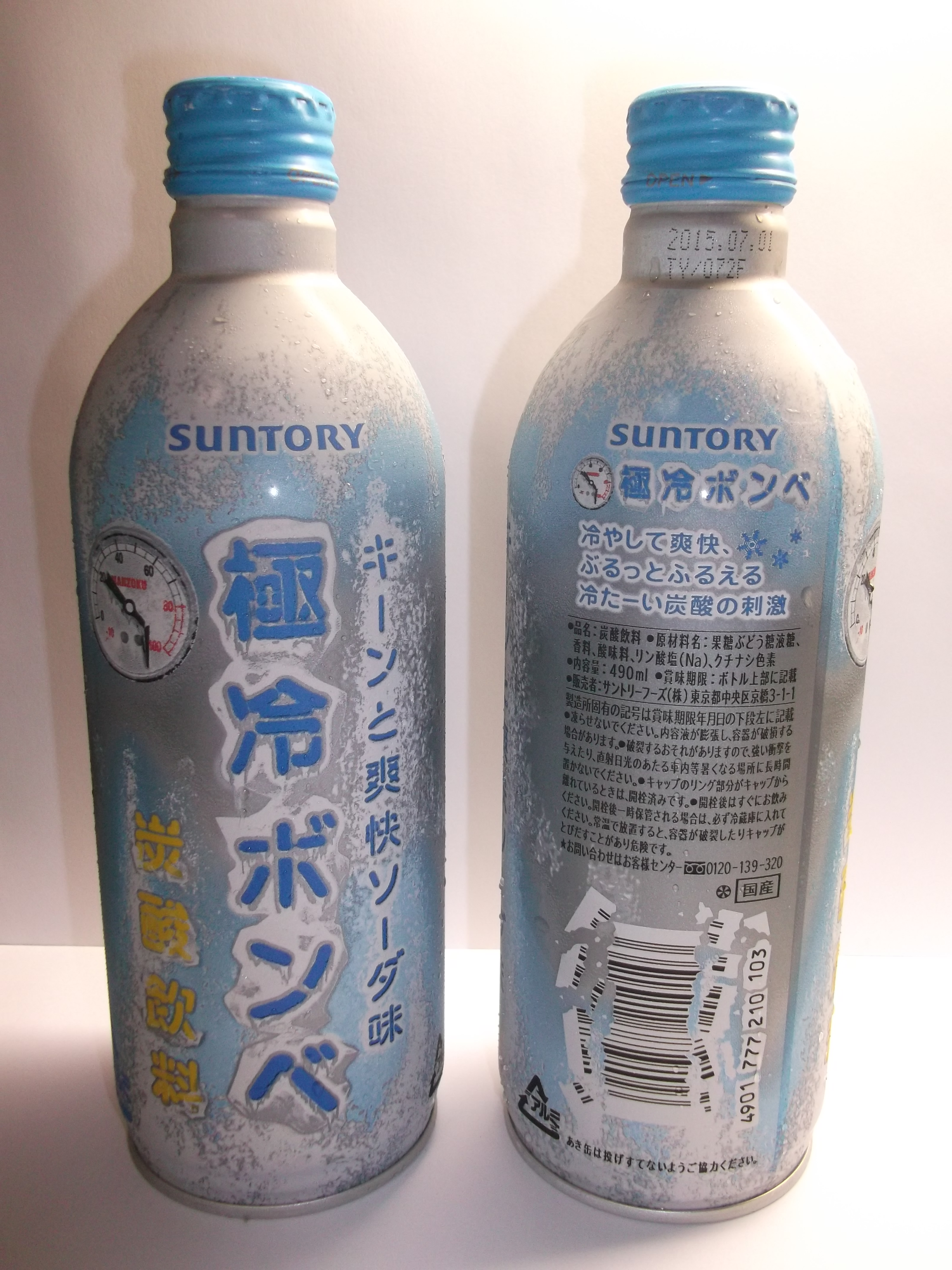
「極冷ボンベ」2014年版

2009年 - 2016年の夏には極冷ボンベ（ごくひえボンベ）という名前でファミリーマート限定（2010年はam/pmと併売）で販売された。これらの缶は銀色で凍りついたようなデザインになっている。
また、同じサントリーから栄養飲料デカビタCの大容量版としてデカボンベ（2006年）→栄養ボンベ（2007年）→エネボンベ（2008年）→パワーボンベ（2009・2010年）をサークルKサンクス限定（2006年のデカボンベはローソン、ファミリーマートと併売）で夏シーズンに限定販売している。こちらは黄色い缶でデザインは至って普通である。